# Arapuša
Arapuša je naseljeno mjesto u općini Bosanska Krupa, Federacija Bosne i Hercegovine, BiH.

## Povijest
Postanak naselja zabilježio je etnolog Milan Karanović početkom 20. stoljeća. Selo Arapuša dobilo je ime po Arapagi koji se istakao u borbama kod osvajanja Krupe 1565. Navodno je osvajač Krupe Mustafa-paša Sokolović za navedene zasluge dao Arapagi da izabere za sebe zemljište na osvojenom području. On je izabrao prostor na kojem je kasnije nastalo naselje koje je dobilo ime po njemu. Sagradio je kulu koja je bila u sredini naselja i koja je bila aktivna sve do spaljivanja 1876. godine. Od Arapage potječu Osmanagići, Kurtovići i Ibrahimovići. Kasnije je došao Arapagin brat Čauš od koga potječu Čauševići. Poslije Karlovačkog mira 1699. iz Like su u Arapušu doselili Sedići, Vilići i Subašići. Od Sedića su Hasanovići. Ne zna se odakle su Rejzovići i Mulahmetovići te Čolić (Rom). Prije dolaska Austro-Ugarske uprave u BiH iz susjednog Badića u Arapušu su došli Velagići i Mujkići, iz Otoke Komići, a iz Velikog Dubovika Harbaši.
Popisi stanovništva iz vremena austrougarske uprave u BiH. U četiri popisa iz 1879., 1885., 1895. i 1910. godine Arapuša je seosko naselje kotara Bosanska Krupa. Prema popisu iz 1879. godine Arapuša je imala 48 kuća i 287 stanovnika (130 ženskih i 157 muških stanovnika). Svi su "muhamedanci".
Prema popisu stanovništva iz 1885. godine Arapuša je imala 54 kuće i 344 stanovnika (144 ženskih i 200 muških stanovnika). Od toga je bilo 315 muslimana a 29 pravoslavnih. U socijalnom položaju prikaz je sljedeći: 108 težaci, 2 svećenika, 10 kmetovi, 1 pomoćni radnik (nadničar), a 223 ostali, žene i djeca.
Prema popisu stanovništva iz 1895. godine Arapuša je navedena s pripadajućim zaseocima (Arapuša, Donja Mahala, Greda, Kosa, Luke pod-Stranom, Markovac, Nišić, Rijeka). Tada je bilo 53 kuće (49 nastanjene i 4 nenastanjene), s 331 stanovnikom (136 žena i 195 muškaraca). U vjerskom segmentu 322 muhamedanci i 9 pravoslavni. Prema socijalnom statusu svi stanovnici (331) se bave poljoprivredom. Dijele se na slobodne zemljodjelce 299 (45 su glavari obitelji a 254 srodnici) i kmetove 32 (3 glavari obitelji a 29 srodnici). Zabilježeno je da je da 9 stanovnika predstavljaju pripadnike ugarske krune.
Prema popisu stanovništva iz 1910. godine Arapuša je navedena s tri cjeline (Arapuša, Donja Mahala, Luke). Ima 58 kuća (56 nastanjene i 2 nenastanjene) s 412 stanovnika (188 ženskih i 224 muških). Od toga je muslimana 392 (211 muških i 181 ženskih) i srpsko-pravoslavnih 20 (13 muških i 7 ženskih). Od 412 stanovnika 404 su angažirani u poljoprivredi a preostalih 8 je zavedeno kao ostalo civilno stanovništvo. Zemljoposjednika s kmetovima je 6 glavara i 120 srodnika. Zemljoposjednika bez kmetova je 32 glavara i 199 srodnika, slobodnih seljaka je 1 glavar i 7 srodnika. Kmetova je 2 glavara i 11 srodnika, pretežno kmetova je 1 glavar s 2 srodnika. Ostalo stanovništvo zaposleno u poljoprivredi je 6 glavara sa 7 srodnika.
Početkom 20. stoljeća M. Karanović je zabilježio da u Arapuši živi 18 obitelji sa 70 kuća. Stanovništvo se bavi zemljoradnjom. Imaju kolara, terziju i bakalina. Imaju trgovinu mješovitom robom. Nekoliko stanovnika otišlo je na rad u SAD.
Prema M. Karanoviću stanovništvo naselja ima sljedeće porijeklo: 6 % nepoznato; 79 % iz Andaolije (od čega 52 % neposredno, a 27 % iz Like) i 15 % iz okolnih naselja
Arapagina kula bila je u ruševnom stanju kada je Milan Karanović boravio u Arapuši. Ruševine su postojale do sredine 20. stoljeća. Poslije Drugog svjetskog rata kamen s kule je iskorišten za građenje objekta osnovne škole. Na istom mjestu je 1964. sagrađena džamija. Iako kule nema i danas se kaže za stanovnike koji žive podno džamije da su Iza kule.

### Drugi svjetski rat
Krajem srpnja 1941. godine Arapušu su zauzeli „podgrmečki ustanici“, zbog čega je mjesno stanovništvo izbjeglo u Bosansku Krupu. Stanovništvo je bilo bošnjačko i muslimansko, a okolno srpsko i pravoslavno stanovništvo je bilo u dvije grupacije, pripadalo je četnicima ili partizanima i bilo je u međusobnom sukobu. Cijeli rat stanovništvo Arapuše provelo je u izbjeglištvu uglavnom na teritoriju koji je kontrolirala NDH. Arapuša je spaljena 23. kolovoza 1941. godine. Izgorjele su 82 stambene jedinice i oko 150 poljoprivrednih zgrada. Sudionici antifašističke borbe iz Arapuše su Čaušević (Mehmeda) Hilmija, Ibrahimović (Derviša) Smail, Ibrahimović (Ibre) Osman, Kurtović (Arifa) Sulejman, Kurtović (Paše) Husein, Kurtović (Paše) Ibrahim i Osmanagić (Hasana) Rasim. Poslije završetka Drugog svjetskog rata stanovništvo se vratilo i iz početka počelo graditi svoje naselje.

### Socijalistička Jugoslavija
Poslije Drugog svjetskog rata Bosanska Krupa imala je status sreza u okviru Bihaćkog okruga. Krupski srez se dijelio na 22 mjesna narodna odbora. U periodu 1945. – 1952. naselje Arapuša je s naseljima Donji Dubovik i Donji Petrovići bila u sastavu mjesnog narodnog odbora koji je imao sjedište u selu Donji Petrovići. U takvoj organizaciji naselje je bilo do 1952. godine kada je došlo do reorganizacije mjesnih odbora u općine. Oporavak i izrastanje naselja Arapuša je vidljivo u odnosu na raniju administrativnu strukturu. Bosanska Krupa je imala gradsku općinu s određenim brojem prigradskih sela, a preostala sela su bila seoske općine sa sjedištima u Arapuši, Bužimu, Jasenici, Otoci i Suvaji. U sastavu općine Arapuša bila su naselja Arapuša, Donji Dubovik, Mali Dubovik, Srednji Dubovik, Veliki Dubovik, Gornji Bušević, Donji i Gornji Petrovići. Arapuša je bila središte općine do reorganizacije komunalnog sistema tadašnje zemlje FNRJ 1955. godine. Tada je područje Bosanske Krupe podijeljeno na četiri općine a Arapuša je ušla u sastav općine Bosanska Krupa. Prema ustavnoj organizaciji SFRJ iz 1963. godine Bosanska Krupa je imala jednu općinu, jednu Općinsku skupštinu. Mjesne urede imala su najveća naselja izvan grada a to su: Bužim, Otoka, Arapuša, Jasenica i Hašani.
Od školske 1965/1966 godine Arapuša je imala osmogodišnju osnovnu školu pod nazivom „OŠ Vahida Maglajlić“. Tada je škola imala ukupno 616 učenika (353 učenika i 263 učenice), od čega 140 u višim razredima.

### Moderna povijest naselja
U mjesnoj zajednica Arapuša su započeli sukobi u Bosanskoj krajini. Krajem travnja 1992. mještani susjednih srpskih naselja i rezervisti JNA koji su pripremali napad na Bosansku Krupu izazvali su incident koji je rezultirao opsadom naselja i maltretiranjem i pljačkanjem stanovništva od strane rezervista JNA. Tada je ubijena Jasminka Čaušević. Nakon napada na Bosansku Krupu i osvajanja dijela grada do rijeke Une, sporazuma u Bosanskom Petrovcu, stanovništvo naselja Arapuša je 1. svibnja 1992. naredbom JNA preseljeno u sela na području općine Sanski Most.
Dio stanovništva prešao je iz Sanskog Mosta preko Bosanskog Petrovca i Ripča u Bihać i ostatak općine Bosanska Krupa dok put nije bio zatvoren, dio je preseljen na područje Travnika u rujnu 1992, a mali dio je ostao u općini Sanski Most gdje je dočekao kraj rata. Stanovnici Arapuše koji su prešli preko rijeke Une tamo su dočekali kraj rata. Arapušani u Travniku su se iselili u zapadnu Europu (uglavnom Slovenija, Hrvatska i u Njemačku). Dio Arapušana ostao je u vojarni u Travniku u okviru 17. brdske brigade.
U toku rata u naselju je bilo naseljeno srpsko stanovništvo. Poslije oslobođenja naselje je zatečeno dijelom spaljeno i opljačkano. Dio stanovništva, uglavnom starijeg se vratio u naselje, dok danas većina mlađeg stanovništva živi širom Europe i svijeta. 
Obnovljena je škola i ambulanta. Vodovodna mreža je ojačana. Veliki udio u rekonstrukciji škole i vodovodne mreže imale su talijanske nevladine fondacije. Stanovništvo se bavi poljoprivredom i voćarstvom.
Nakon potpisivanja Daytonskog mirovnog sporazuma izdvojeno je istoimeno naseljeno mjesto koje je pripalo općini Krupa na Uni koja je ušla u sastav Republike Srpske. Kasnije je preimenovano u Srednje Petroviće.

## Stanovništvo

### Popisi 1971. – 1991.
| Arapuša            |               |               |               |
| godina popisa      | 1991.         | 1981.         | 1971.         |
| Muslimani          | 513 (95,70 %) | 574 (95,50 %) | 504 (93,68 %) |
| Srbi               | 21 (3,91 %)   | 21 (3,49 %)   | 32 (5,94 %)   |
| Hrvati             | 0             | 0             | 0             |
| Jugoslaveni        | 1 (0,18 %)    | 5 (0,83 %)    | 2 (0,37 %)    |
| ostali i nepoznato | 1 (0,18 %)    | 1 (0,16 %)    | 0             |
| ukupno             | 536           | 601           | 538           |

### Popis 2013.
| Arapuša            |              |
| godina popisa      | 2013.        |
| Bošnjaci           | 268 (98,17%) |
| Srbi               | 3 (1,10%)    |
| Hrvati             | 0            |
| ostali i nepoznato | 2 (0,73%)    |
| ukupno             | 273          |